# Tyriomorpha phoenissa
Tyriomorpha phoenissa är en fjärilsart som beskrevs av Butler 1883. Tyriomorpha phoenissa ingår i släktet Tyriomorpha och familjen plattmalar. Inga underarter finns listade i Catalogue of Life.